# 石川県保育所一覧
石川県保育所一覧（いしかわけんほいくしょいちらん）は、石川県の保育所の一覧である。

## 公立保育所

### 加賀地方

#### 金沢市
- 石川県立保育専門学園附属泉保育所
- 金沢市立大桑保育所
- 金沢市立金石保育所
- 金沢市立中村町保育所
- 金沢市立八田保育所
- 金沢市立花園保育所
- 金沢市立光が丘保育所
- 金沢市立双葉保育所
- 金沢市立宮野保育所
- 金沢市立三馬保育所
- 金沢市立森山保育所
- 金沢市立矢木保育所
- 金沢市立薬師谷保育所
- 金沢市立八日市保育所

#### 小松市
- 小松市立犬丸保育所
- 小松市立金野保育所
- 小松市立瀬領保育所
- 小松市立第一保育所　　（認定こども園　だいいち）　Ｈ29・4より
- 小松市立中海保育所
- 小松市立那谷保育所
- 小松市立矢田野第二保育所（やたの認定こども園　あおぞら）Ｈ２８．４より
- 小松市立蓮代寺保育所

#### 加賀市
- 加賀市立動橋保育園
- 加賀市立潮津保育園
- 加賀市立加陽保育園
- 加賀市立河南保育園
- 加賀市立錦城保育園
- 加賀市立金明保育園
- 加賀市立湖北保育園
- 加賀市立作見保育園
- 加賀市立庄保育園
- 加賀市立大聖寺保育園
- 加賀市立勅使保育園
- 加賀市立南郷保育園
- 加賀市立橋立保育園
- 加賀市立東谷口保育園
- 加賀市立三木保育園
- 加賀市立三谷保育園
- 加賀市立緑丘保育園
- 加賀市立山代保育園
- 加賀市立山中中央保育園

#### かほく市
- かほく市立内日角保育園
- かほく市立大崎保育園
- かほく市立大海保育園
- かほく市立学園台保育園
- かほく市立金津保育園
- かほく市立しらゆり保育園
- かほく市立新化保育園
- かほく市立すみよし保育園
- かほく市立高松第一保育園
- かほく市立七窪保育園
- かほく市立はまなす保育園
- かほく市立ひまわり保育園
- かほく市立緑ケ丘保育園

#### 白山市
- 白山市立あいのき保育所
- 白山市立あかね保育所
  - 白山市立あかね保育所分園
- 白山市立旭保育所
- 白山市立石川保育所
- 白山市立一ノ宮保育所
- 白山市立かわち保育所
- 白山市立蔵山保育所
- 白山市立白峰保育所
- 白山市立蝶屋保育園
- 白山市立千代野保育所
- 白山市立鶴来第一保育所
- 白山市立鶴来第二保育所
- 白山市立富光寺保育所
- 白山市立鳥越保育所
- 白山市立はまなす保育所
- 白山市立ひかり保育所
- 白山市立蕪城保育所
- 白山市立双葉保育所
- 白山市立美川保育園
- 白山市立湊保育園
- 白山市立吉野保育所
- 白山市立わかみや保育所

#### 能美市
- 能美市立粟生保育園
- 能美市立大釜屋保育園
- 能美市立寿保育園
- 能美市立大成保育園
- 能美市立辰口保育園
- 能美市立寺井保育園
- 能美市立豊美保育園
- 能美市立長野保育園
- 能美市立根上南部保育園
- 能美市立福岡保育園
- 能美市立福島保育園
- 能美市立緑が丘保育園
- 能美市立宮竹保育園
- 能美市立湯野保育園

#### 野々市市
- 野々市市立あすなろ保育園
- 野々市市立御経塚保育園
- 野々市市立押野保育園
- 野々市市立中央保育園
- 野々市市立富奥保育園

#### 川北町
- 川北町立川北保育所
- 川北町立橘保育所
- 川北町立中島保育所

#### 津幡町
- 津幡町立井上保育園
- 津幡町立太白台保育園
- 津幡町立笠谷保育園
- 津幡町立中条東保育園
- 津幡町立中条南保育園
- 津幡町立寺尾保育園
- 津幡町立能瀬保育園
- 津幡町立萩坂保育園
- 津幡町立実生保育園

#### 内灘町
- 内灘町立鶴ヶ丘保育所
- 内灘町立鶴ヶ丘東保育所
- 内灘町立北部保育所
- 内灘町立向粟崎保育所

### 能登地方

#### 七尾市
- 七尾市立石崎保育園
- 七尾市立大呑保育園
- 七尾市立袖ヶ江保育園（袖ヶ江認定こども園:認定こども園保育所型[1]）
- 七尾市立高階保育園
- 七尾市立田鶴浜保育園
- 七尾市立徳田保育園
- 七尾市立中島保育園
- 七尾市立のとじま保育園

#### 輪島市
- 輪島市立河原田保育所
- 輪島市立くしひ保育所
- 輪島市立鵠巣保育所
- 輪島市立松風台保育所
- 輪島市立南志見保育所
- 輪島市立鳳来保育所
- 輪島市立三井保育所

#### 珠洲市
- 珠洲市立粟津保育所
- 珠洲市立飯田保育所
- 珠洲市立上戸保育所
- 珠洲市立鵜飼保育所
- 珠洲市立大谷保育所
- 珠洲市立小泊保育所
- 珠洲市立正院保育所
- 珠洲市立蛸島保育所
- 珠洲市立若山保育所

#### 羽咋市
- 羽咋市立粟ノ保保育所
- 羽咋市立西北台保育所
- 羽咋市立余喜保育所

#### 志賀町
- 志賀町立上熊野保育園
- 志賀町立加茂保育園
- 志賀町立志加浦保育園
- 志賀町立下甘田保育園
- 志賀町立高浜保育園
- 志賀町立土田保育園
- 志賀町立とぎ保育園
- 志賀町立中甘田保育園
- 志賀町立ますほ保育園

#### 宝達志水町
- 宝達志水町立相見保育所
- 宝達志水町立北大海第一保育所
- 宝達志水町立中央保育所
- 宝達志水町立南部保育所
- 宝達志水町立宝達保育所

#### 中能登町
- 中能登町立あおば保育園
- 中能登町立こすもす保育園
- 中能登町立さくら保育園
- 中能登町立たんぽぽ保育園
- 中能登町立つくし保育園

#### 能登町
- 能登町立鵜川保育所
- 能登町立内浦保育所
- 能登町立上町保育所
- 能登町立しらさぎ保育所
- 能登町立高倉保育所
- 能登町立ひばり保育所
- 能登町立柳田保育所

## 私立保育所

### 加賀地方

#### 金沢市
- 愛育保育園
- あおば保育園
- あかしあ保育園
- あけぼの保育園
- 浅野保育所
- 旭町保育園
- あゆみ保育園
- 粟崎保育園
- 石川県済生会保育園
- 泉ガ丘保育園
- 泉の台幼稚舎
- 上野保育園
- 大浦保育園
- 大野町保育園
- おしの保育園
- かさまい保育園
- かたつ保育園
- かみやち保育園
- かもめ保育園
- 神田保育園
- 北安江保育園
- くら月保育園
- くるみ保育園
- 小金保育園
- 小立野善隣館愛児園
- 子供の家保育園
- こまどり保育園
- 犀川保育園
- 西念保育園
- さいび園
- 材木保育園（みやこのもりこども園:認定こども園幼保連携型[1]）
- さくら保育園
- 山王保育園
- しらゆり保育園
- 真行寺むつみ苑保育所
- 末保育園
- 末広保育園
- すずらん保育園
- すみれ保育園
- 聖ヨハネ乳児保育園
- 聖霊病院聖霊保育所
- 第一善隣館保育所
- 大徳保育園
- 田上保育園
- 千坂保育園
- つくしんぼ保育園
- 富樫中央保育園
- 永井善隣館保育所
- 長土塀保育園
- ニコニコ保育園
- 西泉保育園
- 額扇台保育園
- 額小鳩保育園
- 額小鳩第二保育園
- のぞみ保育園
- 野町保育園
- 野町夜間保育園
- 梅光保育園
- 馬場保育園
- 東浅川保育園
- 東金沢保育園
- 光保育園
- ひばり保育園
- ひまわり保育園
- 瓢箪町保育園
- 広岡保育所
- 伏見台保育園
- ふたつか保育園（ふたつか認定こども園:認定こども園保育所型[1]）
- 双葉保育園
- 双葉第二保育園
- 双葉町子供の家保育園
- 平和保育園
- まこと保育園
- 正美保育園
- 松寺保育園
- まどか保育園
- まどか第2保育園
- みずき保育園
- みずほ保育園
- ミドリ保育園
- ミドリ第二保育園
- みどりが丘保育園
- みなと保育園
- みなと第二保育園
- めぐみ保育園
- めばえ保育園
- 安原保育園
- 弥生乳児保育園
- 弓取保育園
- 湯涌保育園
- 米丸保育所
- 米丸わかたけ保育園
- 龍雲寺保育園
- わかば保育園
- 若松保育園
- わくなみ保育園
- わらべ保育園

#### 加賀市
- 開陽保育園
- キッズランドいなみえん
- 新生保育園
- 聖光保育園
- 清心保育園
- 清和保育園
- たちばな乳幼児保育園
- 松が丘保育園
- やくおうえん
- 第2やくおうえん
- 山中保育園
- 山中ふたば保育園
- わかたけ保育園

#### 白山市
- 笠間保育園
- 郷保育園
- 松南保育園
- 西柏保育園
- 林中保育園
- ふじ保育園
- 山島保育園
- 悠愛保育園
- わかば保育園

#### 野々市市
- アリス保育園
- あわだ保育園
- ヴィテンSMC保育園
- エンジェル保育園
- つばき保育園
- はくさん保育園
- ふじひら保育園
- ほのみ保育園
- ほりうち保育園
- 美郷保育園

#### 津幡町
- さくら保育園
- 住吉保育園
- ちいろば保育園

#### 内灘町
- 内灘はまなす保育園
- 大根布保育園
- 向陽台保育園
- 白帆台保育園
- 千鳥台幼稚舎

### 能登地方

#### 七尾市
- あかくら保育園
- あさひ保育園
- 小丸山保育園
- ななおあいじ保育園
- 七尾みなと保育園
- 西湊保育園
- 浜岡保育園
- 東みなと保育園
- 光の子保育園
- ひまわり保育園
- 本宮保育園
- やまと保育園
- よつば保育園
- 和倉保育園

#### 輪島市
- 円竜寺こどもの家あいこう園（和光幼稚園・あいこう園:認定こども園幼保連携型[1]）
- 大屋保育所
- 河井保育所
- 鳳至保育所
- まちの保育園

#### 羽咋市
- 邑知保育園
- こすもす保育園
- 千里浜保育所
- とき保育園
- 羽咋白百合保育園（羽咋白百合幼稚園:認定こども園幼保連携型[1]）
- ゆりかご保育園

#### 志賀町
- 志賀町乳幼児保育園

#### 中能登町
- とりやのの保育園

#### 穴水町
- 穴水第一平和保育所
- 穴水第二平和保育所
- 神杉保育園
- 光琳寺保育所